# Принц Патрик (острво)
Острво Принц Патрик (енгл. Prince Patrick Island) је једно од већих острва у канадском арктичком архипелагу. 
Површина острва је око 15 848 km² и по томе је 14. острво у Канади и 55. у свијету. Оковано је ледом током читаве године. Острво је ненасељено.
Метеоролошка станица је била активна од 1948. до 1997, али је сада напуштена.
Острво је први пут истраживано 1853. и касније названо по принцу Вилијаму Патрику (Prince Arthur William Patrick, Duke of Connaught).
Највиши врх је на 279 m висине. Подручје на којем се налази острво је сеизмички активно.